# Дивья Нарендра
Дивья Наренда (англ. Divya Narendra) — американский предприниматель, наиболее известный как один из основателей социальной сети HarvardConnection, которая позже была переименована в ConnectU. Он учился в Гарварде, где вместе с Кэмероном и Тайлером Уинклвоссами работал над этим проектом.
Главная причина, по которой его имя стало широко известно, — это его участие в юридическом конфликте с Марком Цукербергом. Наренда и братья Уинклвосс утверждали, что Цукерберг украл их идею, чтобы создать Facebook. Этот конфликт стал основой для части сюжета фильма «Социальная сеть» (2010), где роль Наренды сыграл актёр Макс Мингелла.
После этой истории Наренда продолжил карьеру в сфере технологий и инвестиций. Он стал сооснователем SumZero — профессиональной сети для инвесторов.

## Биография
Дивья Нарендра родился в Бронксе и вырос в Бейсайде, Куинс. Старший сын врачей-иммигрантов из Индии, Судханшу Нарендры и Дхарамджита Нарендры Кумара, из Сэндс-Пойнт, Нью-Йорк. Нарендра окончил среднюю школу Таунсенд-Харрис в Кью-Гарденс-Хиллз, а затем поступил в Гарвардский университет в 2000 году, который он окончил по специальности «прикладная математика» в 2004 году.